# تايلر زيلر
تايلر زيلر (بالإنجليزية: Tyler Zeller)‏ مواليد 17 يناير 1990، هو لاعب كرة سلة أمريكي يلعب مع فريق بوسطن سيلتكس في الرابطة الوطنية لكرة السلة ويحمل الرقم 44. يبلغ طوله 7 قدم 0 بوصة (2.1 م).

## فرق لعب لها
- كليفلاند كافالييرز
- بوسطن سيلتكس

## روابط خارجية
- تايلر زيلر على موقع إن بي أي (الإنجليزية)
- تايلر زيلر على موقع سبورتس رفرنس (الإنجليزية)
- تايلر زيلر على موقع كرة السلة الأوروبية.كوم (الإنجليزية)
- تايلر زيلر على موقع إي إس بي إن.كوم (الإنجليزية)
- تايلر زيلر على موقع كلية كرة السلة في سبورتس رفرنس.كوم (الإنجليزية)
- تايلر زيلر على موقع ريلجم (الإنجليزية)
- تايلر زيلر على موقع بروبوليرز (الإنجليزية)